# Wincenty Kasprzycki (rzeźbiarz)
Wincenty Kasprzycki (ur. 13 listopada 1906 w Żerewie, wówczas gubernia kijowska, zm. 6 grudnia 1965 w Pruszkowie) – polski rzeźbiarz i medalier.

## Życiorys
Urodził się 13 listopada 1906 na Kijowszczyźnie, w rodzinie Wacława i Kazimiery z Kręckich. Jego pradziadem był znany polski malarz Wincenty Kasprzycki. Po ukończeniu Szkoły Przemysłu Drzewnego w Zakopanem wyjechał do Warszawy, gdzie studiował w Szkole Sztuk Pięknych w pracowni rzeźby prof. Tadeusza Breyera. Był członkiem Związku Zawodowego Artystów Rzeźbiarzy, Polskiego Towarzystwa Artystów. Od 1936 wystawiał w warszawskiej Zachęcie, Instytucie Propagandy Sztuki, Paryżu.
Tworzył rzeźby pomnikowe, małe formy plastyczne, medale, medaliony i portrety. Często poruszał tematykę sportową oraz związaną z Warszawą. Jest autorem medalionu przedstawiającego mocno stylizowany herb Warszawy, który często jest często powielanym motywem.